# Prosector

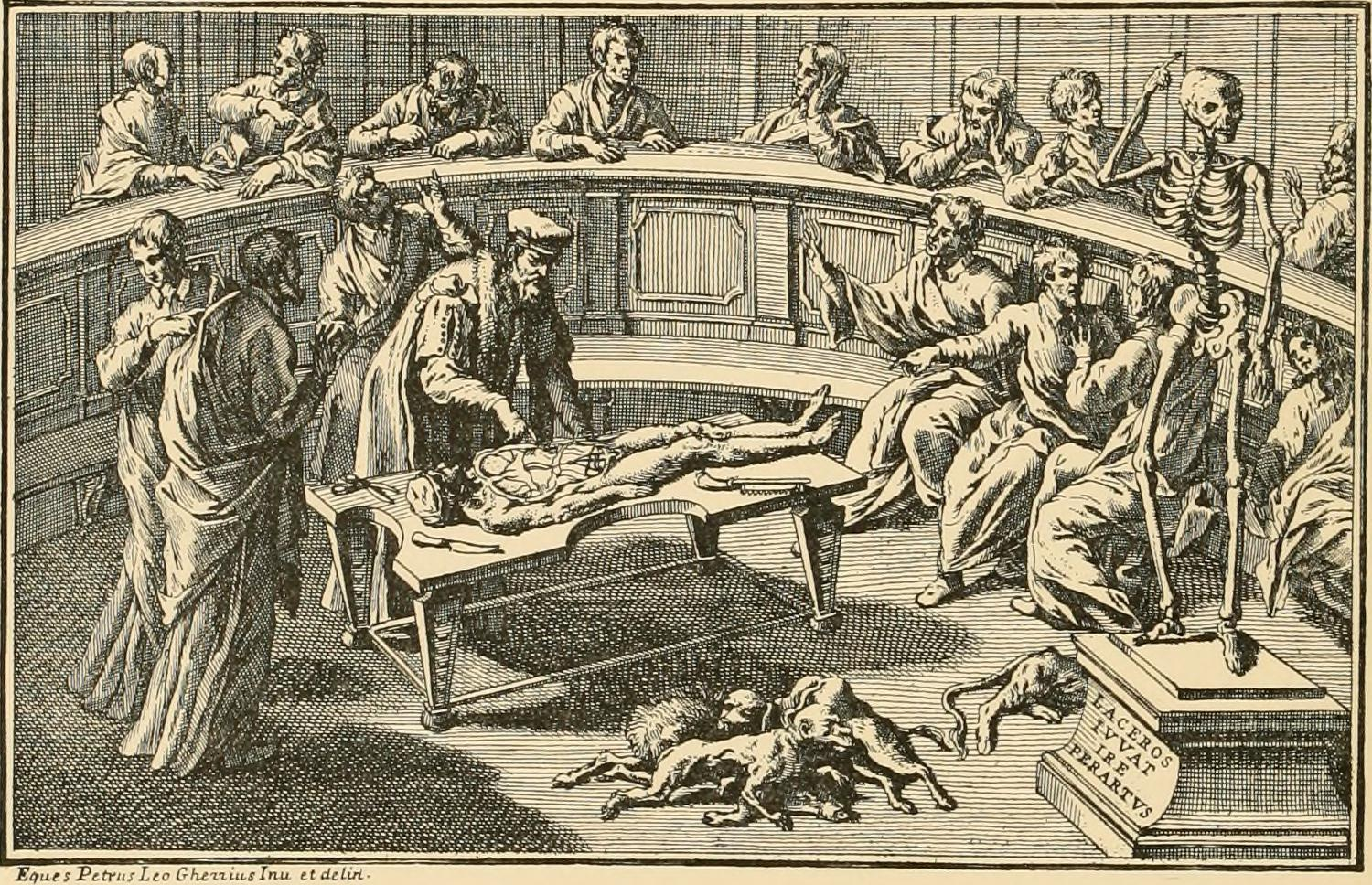
Een prosecor aan het werk

Een prosector (letterlijk: voorsnijder) is een ontleder van menselijke en dierlijke lichamen. Aan de universiteit is het de persoon die onder toezicht van een hoogleraar anatomische bewerkingen verricht.